# Fernando Santos (Fußballtrainer)
Fernando Manuel Costa Santos (* 10. Oktober 1954 in Lissabon) ist ein portugiesischer Fußballtrainer und ehemaliger -spieler. Von 2014 bis 2022 war er Trainer der portugiesischen Nationalmannschaft, mit der er die Europameisterschaft 2016 gewann.

## Spielerkarriere
Santos war in der Jugendabteilung von Benfica Lissabon aktiv, ohne allerdings den Sprung in die Profimannschaft des portugiesischen Spitzenklubs zu schaffen. 1973 wechselte er zu GD Estoril Praia. In der Saison 1979/80 spielte er für Marítimo Funchal. Anschließend spielte er nochmal sieben Jahre für GD Estoril Praia, darunter fünf Jahre in der Segunda Liga. 1987 beendete er im Alter von 32 Jahren seine aktive Karriere.

## Trainerkarriere
Nach der aktiven Laufbahn entschied sich Santos Trainer zu werden. 1987 übernahm er GD Estoril Praia als erste Cheftrainerposition. Dort konnte er erste Erfolge feiern. Durch Platz zwei in der Segunda Liga im Jahr 1990/91 gelang dem Team der Aufstieg in die 1. Liga. Anschließend positionierte er sein Team im sicheren Mittelfeld der Liga und schaffte den Klassenerhalt. Auch im Folgejahr sicherte er mit seiner Mannschaft den Verbleib in der höchsten portugiesischen Liga. Zur Spielzeit 1993/94 tat man sich dann schwer und sackte in die Abstiegszone. Am Saisonende stieg Estoril ab. Santos verließ den Klub und heuerte zur Folgespielzeit bei CF Estrela Amadora an. Unter dem neuen Trainer entwickelt sich Amadora von Jahr zu Jahr vom Abstiegsteam zu einem Klub, der sich im Mittelfeld der Tabelle behaupten kann. Mit Platz sieben 1997/98 gelang Santos zudem die beste Platzierung Amadoras in der Vereinsgeschichte. Seine Leistungen weckten Begehrlichkeiten, so dass der Top-Klub FC Porto ihn 1998 unter Vertrag nahm, wo er António Oliveira ablöste.
Auf Anhieb gewann man die nationale Meisterschaft. Im Pokal schied die Mannschaft jedoch bereits früh aus und auch in der UEFA Champions League 1998/99 war bereits nach der Vorrunde Schluss. In den kommenden beiden Jahren verpasste Santos mit Porto als Vize-Meister zweimal den Ligatitel, konnte aber jeweils den Gewinn des Taça de Portugal feiern. 2001 löste ihn dann Octávio Machado ab. Santos bewegte sich darauf ins Ausland und unterzeichnete einen Vertrag beim griechischen Klub AEK Athen. Er führte das Team ins Endspiel um den nationalen Cup, das sein Team gegen Olympiakos Piräus mit 2:1 gewann. In der Liga reichte es zum Vize-Meistertitel. Seine Leistung ehrten die Griechen mit der Auszeichnung zum Super-League-Trainer des Jahres. Trotzdem trennten sich beiden Parteien wieder und Santos unterzeichnete bei Ligakonkurrent Panathinaikos Athen. Zwar steuerte die Mannschaft auf den Ligagewinn zu, verspielte diesen aber in den letzten beiden Spielen.
Im internationalen Wettbewerb war im UEFA-Pokal-Viertelfinale gegen Porto Schluss. Im Sommer 2003 zog es den Fußballlehrer in die Heimat zu Sporting Lissabon. Ohne Titel verließ er den Klub im Folgejahr wieder und ging zurück nach Griechenland, um erneut Cheftrainer von AEK Athen zu werden. Mit einer verjüngten Mannschaft schaffte es Santos ins Halbfinale des Pokals und führte den Verein auf Rang drei, drei Punkte hinter Meister Olympiakos Piräus. Wieder wurde er zum Trainer des Jahres in der höchsten griechischen Liga gewählt. In der Saison 2005/06 war es dann die Vize-Meisterschaft. Bereits im Mai 2006 wurde bekannt, dass Santos zur neuen Spielzeit Benfica Lissabon übernehmen würde. Knapp scheiterte man in der Meisterschaft. Kurz nach Beginn 2007/08 wurde Santos vom Klubvorstand entlassen.

### PAOK Saloniki
Von September 2007 bis Mitte 2010 trainierte er den griechischen Club PAOK Thessaloniki. Beim finanziell und sportlich angeschlagenen Klub sollte er zusammen mit dem neuen Klubpräsidenten Theodoros Zagorakis einen Neuaufbau beginnen. Um eine konkurrenzfähige Mannschaft zusammenzustellen, wurden bereits im Sommer 2007 Transfers getätigt. Santos lockte dann in der Winterpause seinen Landsmann und früheren Nationalspieler Sérgio Conceição zu PAOK. Mit Abschluss der Spielzeit belegte der Klub Rang neun in der Liga. Um den Kader aufzublähen und besser zu machen, einigten sich Trainer und Klubvorstand im Sommer 2008, Spieler wie Pablo Contreras, Zlatan Muslimović und Pablo García unter Vertrag zu nehmen. Ende 2008/09 war PAOK zwar noch immer acht Punkte hinter dem Meister Olympiakos Piräus, was aber zu Platz zwei reichte. Dies war die beste Platzierung seit 1985. In den Relegationsspielen um den Kampf um die internationalen Wettbewerbe verspielte Santos dann aber mit seinem Team die Champions-League-Teilnahme und schaffte nur den Einzug in die Qualifikationsrunde zum UEFA Europa League 2009/10.
Um weitere Qualität im Kader zu haben, schlug Santos und die Vereins-Führung im Sommer 2009 erneut auf dem Transfermarkt zu und sicherte sich die Dienste von Bruno Cirillo, Vitolo und Vasilios Koutsianikoulis. In den Play-offs zur Europa League scheiterte der Klub am niederländischen Verein SC Heerenveen. In der Liga lief es erneut gut. Rang drei Stand zum Saisonende zugute. In den Quali-Spielen für die Champions-League setzte sich Santos Team dann gegen AEK Athen, Aris Saloniki und Olympiakos Piräus und schaffte den Einzug in die Quali-Runde für den bedeutendsten europäischen Wettbewerb. Nach dem enttäuschenden Abschneiden Griechenlands bei der WM 2010 räumte der langjährige deutsche Trainer Otto Rehhagel seinen Platz als Nationaltrainer. Als dessen Nachfolger wurde auch Santos genannt, der erst kurz zuvor von seinem Amt als PAOK-Trainer zurücktrat. 2009 wurde der Fußballlehrer zum dritten Mal zum Trainer des Jahres der Super League gewählt.

### Griechischer Nationaltrainer
Bald darauf unterzeichnete er beim griechischen Verband einen Vertrag bis 2012 und wurde Nationaltrainer Griechenlands. Wie schon oft zuvor, sollte Santos einen Umbruch einläuten und die Mannschaft wieder auf Erfolgskurs führen. Zum ersten Länderspiel unter seiner Führung am 11. August 2010 gegen Serbien stellte Santos acht Debütanten vor (u. a.: Giorgos Tzavelas). Andere langjährige Nationalspieler wie Angelos Charisteas sortierte der Portugiese aus. Das Premierenspiel wurde mit 1:0 gewonnen. Zwar stand kein Debütant in der Startelf, mit Giannis Papadopoulos, Stergos Marinos und Ioannis Maniatis wurden drei „Neue“ im Laufe des Spiels eingewechselt. Erstmals zu einem Pflichtspiel betreute er die Mannschaft am 3. September bei der EM-Quali-Partie gegen Georgien, die 1:1 endete. Im Dezember 2010 ehrten ihn die Griechen zum vierten Mal als Super-League-Trainer des Jahres. Der weitere Verlauf der EM-Qualifikation gestaltete sich äußerst positiv. In der Gruppe F blieben die Hellenen ungeschlagen und qualifizierten sich als Gruppensieger für die Europameisterschaft 2012. Dort überstand die Mannschaft von Fernando Santos die Vorrunde und scheiterte erst im Viertelfinale an Deutschland. 
Auch die folgende Qualifikation zur WM 2014 wurde erfolgreich bestritten. Über die Relegationsspiele gegen Rumänien schafften die Griechen den Sprung zur WM-Endrunde. Im Februar 2014 kündigte Fernando Santos an, sein Amt als Nationaltrainer Griechenlands nach der WM in Brasilien niederzulegen. Bei der WM konnte er die griechische Mannschaft erstmals in die K.-o.-Runde führen. Dort erreichte Griechenland gegen Costa Rica ein 1:1 n. V., schied dann aber im Elfmeterschießen aus. Vor dem Elfmeterschießen wurde er vom Schiedsrichter auf die Tribüne geschickt. Aufgrund dessen erhielt er eine Geldstrafe von der FIFA und wurde für acht Spiele gesperrt, die bei den nächsten offiziellen Spielen der Mannschaft, für die er zukünftig tätig sein wird, verbüßt werden müssen. Nach der WM trat er wie angekündigt zurück. 

### Portugiesischer Nationaltrainer
Am 23. September 2014 wurde Santos neuer Nationaltrainer seines Heimatlandes, nachdem Portugal unter Vorgänger Paulo Bento das erste Qualifikationsspiel zur Europameisterschaft 2016 gegen Albanien verloren hatte. Durch sieben Siege in den ausstehenden sieben Spielen qualifizierte sich Portugal im Anschluss souverän für die Endrunde. Das Turnier begann jedoch enttäuschend: Nach drei Unentschieden gegen Island, Österreich und Ungarn gelang nur dank des neuen Modus als Gruppendritter die Qualifikation für die K.-o.-Runde. Auch im Anschluss wurde Santos’ wenig spektakuläre Defensivtaktik kritisiert: Sowohl im Achtelfinale gegen Kroatien als auch im Viertelfinale gegen Polen gelang Portugal kein Sieg nach 90 Minuten. Stattdessen zog man erst nach Verlängerung bzw. Elfmeterschießen in die nächste Runde ein. Durch einen 2:0-Sieg im Halbfinale gegen Wales erreichte Portugal zum zweiten Mal nach 2004 das Endspiel. Dieses entschied Portugal mit 1:0 nach Verlängerung gegen den favorisierten Gastgeber Frankreich für sich und gewann erstmals den Europameistertitel. Daraufhin wurden Santos und die Nationalmannschaft in der Heimat mit dem Orden für Verdienst ausgezeichnet.
Als Europameister trat Portugal beim Confed-Cup 2017 an. Dabei setzte sich das Team in der Vorrunde gegen Mexiko, Gastgeber Russland und Neuseeland durch, scheiterte allerdings im Halbfinale im Elfmeterschießen an Chile und belegte schließlich Platz drei. In der Qualifikation zur WM 2018 unterlag Portugal im ersten Spiel in der Schweiz mit 0:2, konnte jedoch alle neun übrigen Spiele gewinnen und sicherte sich damit die Teilnahme an der Weltmeisterschaft. Bei der Endrunde überstand Portugal die Gruppenphase und erreichte das Achtelfinale, schied dort jedoch nach einer 1:2-Niederlage gegen Uruguay aus.
In der erstmals ausgetragenen UEFA Nations League 2018/19 traf Portugal in Gruppe A3 auf Polen und Italien. Als Gruppensieger gelang die Qualifikation für die in der Heimat ausgetragene Endrunde. Dort führte Santos die Nationalmannschaft nach einem 3:1-Sieg im Halbfinale gegen die Schweiz und einem 1:0-Erfolg im Finale gegen die Niederlande zum zweiten Titelgewinn der Verbandsgeschichte.
Die Qualifikation zur Europameisterschaft 2021 gelang als Gruppenzweiter hinter der Ukraine. Bei der Endrunde wurde Portugal einer schwierigen Gruppe mit Deutschland, Frankreich und Ungarn zugelost und qualifizierte sich wie 2016 als einer der besten Gruppendritten für die K.-o.-Runde. Dort scheiterte Santos’ Mannschaft im Achtelfinale gegen Belgien.
In der Qualifikation zur Weltmeisterschaft 2022 verlor Portugal am letzten Spieltag durch ein Gegentor in der Schlussminute mit 1:2 gegen Serbien und verpasste dadurch die direkte Teilnahme an der Endrunde. Die Qualifikation gelang letztlich durch Siege in den Playoffs gegen die Türkei und Nordmazedonien. Auch in der Gruppenphase der UEFA Nations League 2022/23 war es ein spätes Gegentor am letzten Spieltag gegen Spanien, das Portugals Teilnahme an der Endrunde verhinderte. Bei der WM-Endrunde qualifizierte sich Portugal als Gruppensieger für das Achtelfinale und zog nach einem klaren 6:1-Sieg gegen die Schweiz ins Viertelfinale ein. Dort unterlag Portugal jedoch mit 0:1 gegen Marokko. Daraufhin einigten sich Santos und der Verband auf eine vorzeitige Auflösung seines bis 2024 gültigen Vertrages.

### Polnischer Nationaltrainer
Am  24. Januar 2023 wurde er als polnischer Nationaltrainer vorgestellt, mit einem Vertrag für zwei Qualifikationszyklen – die Euro 2024 und die Weltmeisterschaft 2026. Nach sechs Spielen, darunter Niederlagen gegen die Republik Moldau und Albanien, wurde er im September 2023 entlassen.

### Beşiktaş Istanbul
Im Januar 2024 wurde er als Nachfolger von Rıza Çalımbay der bereits vierte Cheftrainer der laufenden Saison bei Beşiktaş Istanbul. Im April 2024 wurde er nach nur drei Monaten im Amt bereits wieder entlassen.

### Aserbaidschanischer Nationaltrainer
Im Juni 2024 wurde er Cheftrainer der Aserbaidschanischen Fußballnationalmannschaft.

## Erfolge und Titel
GD Estoril Praia
- Aufstieg in die Primeira Divisão: 1990/91

FC Porto
- Portugiesischer Meister: 1998/99
- Portugiesischer Pokalsieger: 1999/2000, 2000/01
- Portugiesischer Supercupsieger: 1998, 1999

AEK Athen
- Griechischer Pokalsieger: 2001/02

Portugal
- Europameister: 2016
- UEFA-Nations-League-Sieger: 2019

Individuelle Auszeichnungen
- Griechenlands Trainer des Jahres: 2002, 2005, 2009, 2010
- IFFHS-Weltnationaltrainer: 2016, 2019
- FIFA-Welttrainer des Jahres: 3. Platz 2016